# Liste des œuvres romanesques de Marcel Aymé
Cet article dresse la liste des romans, nouvelles et articles de Marcel Aymé.

## Romans

### Romans publiés en librairie du vivant de l'auteur
Romans réédités in Œuvres romanesques complètes, volume I, Gallimard (Bibliothèque de la Pléiade)
- Brûlebois - Bon à tirer le 25 juillet 1926
- Aller-retour - Achevé d'imprimer le 12 octobre 1927
- Les Jumeaux du diable - Achevé d'imprimer le 15 septembre 1928 (roman dont « Marcel Aymé, sans le renier, n'avait pas souhaité la réédition », repris dans Œuvres romanesques complètes, volume I, Gallimard, Bibliothèque de la Pléiade)
- La Table-aux-crevés - Achevé d'imprimer le 21 octobre 1929
- La Rue sans nom - Achevé d'imprimer le 23 mai 1930
- Le Vaurien - Achevé d'imprimer le 6 mai 1931
- La Jument verte - Achevé d'imprimer le 15 juin 1933

Romans réédités in Œuvres romanesques complètes, volume II, Gallimard (Bibliothèque de la Pléiade)
- Maison basse - Achevé d'imprimer le 5 juin 1935
- Le Moulin de la Sourdine - Achevé d'imprimer le 25 juillet 1936
- Gustalin - Achevé d'imprimer le 27 décembre 1937
- Le Bœuf clandestin - Achevé d'imprimer le 27 juillet 1939

Romans réédités in Œuvres romanesques complètes, volume III, Gallimard (Bibliothèque de la Pléiade)
- La Belle Image - Achevé d'imprimer le 14 janvier 1941
- Travelingue - Achevé d'imprimer en novembre 1941
- La Vouivre - Achevé d'imprimer le 27 novembre 1943
- Le Chemin des écoliers - Achevé d'imprimer le 20 mai 1946
- Uranus - Achevé d'imprimer le 24 mai 1948
- Les Tiroirs de l'inconnu - Achevé d'imprimer en octobre 1960

### Roman inachevé
- Denise, in Cahier Marcel Aymé, no 13-14, SAMA, 1997, réédité in Œuvres romanesques complètes, volume III, Gallimard, Bibliothèque de la Pléiade)

## Nouvelles

### Recueils de nouvelles publiés en librairie du vivant de l'auteur
- Le Puits aux images - Achevé d'imprimer le 11 mars 1932 - Réédité dans Œuvres romanesques complètes, volume I, Gallimard (Bibliothèque de la Pléiade) - 11 nouvelles :
  - Le Puits aux images
  - La Retraite de Russie
  - Les Mauvaises Fièvres
  - Noblesse
  - A et B
  - Pastorale (I, II, III, IV et V)
  - Les Clochards
  - L'Individu
  - Au clair de la lune
  - La Lanterne
  - Enfants perdus

- Le Nain - Achevé d'imprimer le 13 juillet 1934 - Recueil réédité in Œuvres romanesques complètes, volume II, Gallimard (Bibliothèque de la Pléiade) - 13 nouvelles :
  - Le Nain
  - La Canne
  - La Liste
  - Deux Victimes
  - Rue Saint-Sulpice
  - Bonne vie et mœurs
  - L'Affaire Touffard
  - Le Mariage de César
  - Trois faits divers
  - L'Armure
  - Sporting
  - La Clé sous le paillasson
  - Le Dernier

- Derrière chez Martin - Achevé d'imprimer le 31 mai 1938 - Recueil réédité in Œuvres romanesques complètes, volume II, Gallimard (Bibliothèque de la Pléiade) - 9 nouvelles :
  - Le Romancier Martin
  - Je suis renvoyé
  - L'Élève Martin
  - Le Temps mort
  - Le Cocu nombreux
  - L'Âme de Martin
  - Rue de l'Évangile
  - Conte de Noël
  - La Statue

- Le Passe-muraille - Achevé d'imprimer le 28 avril 1943 - Recueil réédité in Œuvres romanesques complètes, volume III, Gallimard (Bibliothèque de la Pléiade) - 10 nouvelles :
  - Le Passe-muraille
  - Les Sabines
  - La Carte
  - Le Décret
  - Le Proverbe
  - Légende poldève
  - Le Percepteur d'épouses
  - Les Bottes de sept lieues
  - L'Huissier
  - En attendant

- Le Vin de Paris - Achevé d'imprimer le 2 avril 1947 - 8 nouvelles :
  - L'Indifférent
  - La Traversée de Paris
  - La Grâce
  - Le Vin de Paris
  - Dermuche
  - La Fosse aux péchés
  - Le Faux policier
  - La Bonne Peinture

- En arrière - Achevé d'imprimer le 16 novembre 1950 - 10 nouvelles :
  - Oscar et Erick
  - Fiancailles
  - Rechute
  - Avenue Junot
  - Les Chiens de notre vie
  - Conte du milieu
  - Josse
  - La Vamp et le Normalien
  - Le Mendiant

- Enjambées, (30 septembre 1967) (7 nouvelles, dont « La Fabrique », seule nouvelle inédite, rééditée in Œuvres romanesques complètes, volume III, Gallimard, Bibliothèque de la Pléiade) - Voir ci-dessous

### Nouvelles non publiées en librairie du vivant de l'auteur
Nouvelles recueillies dans Œuvres romanesques complètes, volume I, Gallimard (Bibliothèque de la Pléiade)
- « Et le monde continua », publication posthume in Cahier Marcel Aymé no 3, SAMA, 1984
- « Caïn », publication posthume in La Fille du shérif (recueil de nouvelles publiées dans des périodiques), Gallimard, 1987
- « L'Œil », in Candide, 19 décembre 1929
- « Augmentation », in Candide, 16 octobre 1930
- « Les Frères Legendum », in L'Image, 27 mai 1932
- « Entre les pages », in Candide, 9 juin 1932
- « Les Grandes Récompenses », in Fantasio, 1er juillet 1933
- « Le Diable au studio », in L'Image, 7 juillet 1933
- « Le Train des épouses », in Fantasio, 16 juillet 1933
- « 17 noir impair et manque », in Fantasio, 16 septembre 1933

Nouvelles recueillies dans Œuvres romanesques complètes, volume II, Gallimard (Bibliothèque de la Pléiade)
- « Le Nez des jumelles », [support original de publication non identifié, années 1934-1935]
- « Bergère », in L'Intransigeant, 16 décembre 1936
- « Manquer le train », in Le Figaro, 30 janvier 1937

Nouvelles recueillies dans Œuvres romanesques complètes, volume III, Gallimard (Bibliothèque de la Pléiade)
- « Confidences », in Paris 1943-Arts et lettres »
- « Samson », in IVe cahier de La Table ronde, novembre 1945
- « Le Monument », in La Table Ronde no 5, mai 1948
- « Un poète nommé Martin », in Le Figaro, 14 janvier 1950
- « La Fille du shérif », in La Gazette des lettres, 15 janvier 1951
- « Un crime », in Aspects de la France, 21 décembre 1951
- « Héloïse », in Carrefour, 15 octobre 1952
- « Un coureur à pied du nom de Martin », in La Parisienne, février 1954
- « Accident de voiture », [supposé publié au Maroc dans les années 1960]
- « Le Couple », in Les Nouvelles littéraires, 23 août 1962
- « La Fabrique », publié initialement dans le recueil Enjambées ci-dessus
- « Marie Jésus », publication posthume in Cahier Marcel Aymé no 9, 1992

## Choix d'articles de Marcel Aymé publiés dans des périodiques
Yves-Alain Favre et Michel Lécureur, maîtres d'œuvre successifs, chez Gallimard, de la publication des Œuvres romanesques complètes de l'écrivain franc-comtois dans la Bibliothèque de la Pléiade, le premier s'étant consacré au volume I et le second aux deux volumes suivants, ont adopté le principe d'accompagner cette publication d'un large choix d'articles « révélateurs de sa pensée et de sa création littéraire ».
Le chercheur aura sans doute quelque chance de glaner, aux bons soins de la Société des amis de Marcel Aymé (SAMA), quelques indices supplémentaires sur l'étendue de cette production foisonnante un peu occultée par l'éclat de son œuvre de fiction.

### Œuvres romanesques complètes: volume I
Articles recueillis dans Œuvres romanesques complètes, volume I, Gallimard (Bibliothèque de la Pléiade) - Achevé d'imprimer le 10 août 1992.
- « Le Baron sur la foire », in Voilà, 21 mai 1932
- « Des bagues plein les doigts », in Marianne, 19 avril 1933
- « Sujet réservé », in Marianne, 7 mai 1933
- « L'Âge d'or », in Marianne, 31 mai 1933
- « Le Vieillard et la Culotte », in Marianne, 14 juin 1933
- « Chœur de tziganes », in Marianne, 28 juin 1933
- « Le Gendarme », in Marianne, 12 juillet 1933
- « Tentation », in Paris Magazine, août 1933
- « La Sagesse du Cancre », in Marianne, 9 août 1933
- « La Franche-Comté », in Marianne, 16 août 1933
- « Décence », in Paris Magazine, septembre 1933
- « Chasseurs... », in Marianne, 6 septembre 1933
- « Poils et duvets », in Paris-Magazine, novembre 1933
- « Les Chiffres », in Marianne, 22 novembre 1933
- « Cafés d'aujourd'hui », in Marianne, 29 novembre 1933
- « La Femme fatale », in Paris Magazine, décembre 1933

### Œuvres romanesques complètes: volume II
Articles recueillis dans Œuvres romanesques complètes, volume II, Gallimard (Bibliothèque de la Pléiade) - Achevé d'imprimer le 10 juillet 1998.
- « Primes à la natalité », in Marianne, 10 janvier 1934
- « Cent ans après », in Marianne, 17 janvier 1934
- « Le Cinéma et l'amour », in Paris-Soir, 20 janvier 1934
- « Chansons », in Marianne, 24 janvier 1934
- « À cheval », in Marianne, 7 février 1934
- « Providence », in Marianne, 14 février 1934
- « Honneur aux vétérinaires », in Marianne, 28 mars 1934
- « Poisson d'avril », in Paris-Magazine, avril 1934
- « Collections », in Paris-Soir, 24 avril 1934
- « Debout », in Marianne, 2 mai 1934
- « Brutus », in Marianne, 23 mai 1934
- « Le Lépreux », in Marianne, 6 juin 1934
- « Le Billet du pendu », in Marianne, 20 juin 1934
- « Cinéma régional », in Franche-Comté-Monts-Jura, juillet 1934
- « Vague de pudeur en Amérique », in Marianne, 1er août 1934
- « Les Parents et les jeux », in Marianne, 22 août 1934
- « Bagarre », in Marianne, 12 septembre 1934
- « Jeu de massacre », in Marianne, 10 octobre 1934
- « Chiens écrasés », in Marianne, 17 octobre 1934
- « Incestes », in Marianne, 24 octobre 1934
- « Les Cancres », in Marianne, 5 décembre 1934
- « Peine de mort », in Marianne, 19 décembre 1934
- « Le Relief au cinéma », in Marianne, 6 mars 1935
- « Simplicité », in Marianne, 20 mars 1935
- « Ceux qui ne voteront pas », in Marianne, 1er mai 1935
- « Dernier cancan », in Voilà, 25 mai 1935
- « Le Tricentenaire d'un Parisien », in Paris-Soir, 20 juin 1935
- « Les Belles Découvertes », in Marianne, 4 septembre 1935
- « Nostalgie », in Marianne, 25 septembre 1935
- « Controverse », in Marianne, 2 octobre 1935
- « Une signature », in Marianne, 16 octobre 1935
- « Plaisirs de l'anonymat », in Marianne, 30 octobre 1935
- « Hors-d'œuvre », in Paris-Midi, 6 novembre 1935
- « Une audience joyeuse », in Paris-Midi, 8 novembre 1935
- « La Vedette », in Paris-Midi, 23 novembre 1935
- « Pour les enfants », in Marianne, 18 décembre 1935
- « Parents pauvres », in Marianne, 15 janvier 1936
- « Pêcher », in Mieux vivre no 6, juin 1936
- « Le Livre anonyme », in Marianne, 12 mai 1937
- « Le Cygne de Léda », in La Vie réelle, 17 décembre 1937

### Œuvres romanesques complètes: volume III
Articles recueillis dans Œuvres romanesques complètes, volume III, Gallimard (Bibliothèque de la Pléiade) - Achevé d'imprimer le 27 mars 2001.
- « Illusions d'hier », in Aujourd'hui, 10 septembre 1940
- « Ironie des mesures de pénitence », in Aujourd'hui, 16 octobre 1940
- « De la ville à la campagne », in Aujourd'hui, 31 octobre 1940
- « Vivent les dragons de la lune ! », in Le Matin, 12 novembre 1940
- « Compartiment vide », in Les Nouveaux Temps, 16 novembre 1940
- « L'Enfant naturel », in Aujourd'hui, 20 novembre 1940
- « Les Grands Travaux de la plume », in Les Nouveaux Temps, 5 décembre 1940
- « Changement de programme », in Les Nouveaux Temps, 17 décembre 1940
- « Chas Laborde », in Je suis partout, 10 janvier 1942
- « Chas Laborde illustrateur », in Je suis partout, 31 juillet 1942
- « Brillat-Savarin illustré par Ralph Soupault », in Je suis partout, 21 août 1942
- « Les Danseuses de Jodeler », in Je suis partout, 20 novembre 1942
- « Trois illustrateurs montmartrois », in Je suis partout, 26 novembre 1943
- « Verlaine, poète populaire », in L'Écho des étudiants, 15 mars 1944
- « Mon curé sur les quais », in La Chronique de Paris, avril 1944
- « Les Élites françaises devant le saccage de la France », in La Gerbe, 13 juillet 1944
- « Retour à l'amour », article imprimé ne comportant ni date ni référence
- « Les Jeunes et les autres », article imprimé ne comportant ni date ni référence
- « Les Grands Nombres », article semblant n'avoir jamais été publié
- « La Peur », in Cahier Marcel Aymé no 10, 1993
- « Lectures d'enfance », in La Gazette des lettres, 7 décembre 1946
- « Aux répétitions de sa pièce... », in L'Intransigeant, 7 avril 1948
- « Ce que je pense du théâtre ? », in Carrefour, 28 avril 1948
- « Lucienne et le Boucher », in L'Ordre, 2 juillet 1948
- « Attente », in Almanach du théâtre et du cinéma (Éditions de Flore), 1949
- « La Lettre de cachet », in Carrefour, 23 février 1949
- « L'Europe buissonière », in Aspects de la France, 17 novembre 1949
- « Comment un romancier devient auteur dramatique », in Carrefour, 10 octobre 1951
- « Comment j'ai écrit La Tête des autres », in Opéra, 6 février 1952
- « Marcel Aymé répond aux autres », in Opéra, 19 mars 1952
- « La liberté de l'écrivain est menacée », in Carrefour, 26 mars 1952
- « Un tête qui tombe », in Arts, 10 avril 1952
- « Valsez, saucisses », in Club Bibliofis no 32, printemps 1952
- « Liberté d'expression », in La Parisienne, janvier 1953
- « Je veux être pendu comme une sorcière », in Arts, 15 décembre 1954
- « Les Surprises du fantastique », in Arts, 28 décembre 1955
- « Une somme de misère et de pureté », in Arts, 17 octobre 1956
- « Je voudrais dénoncer un scandale », in Arts, 21 novembre 1956
- « Sur une tête », in Le Figaro, 11 novembre 1957
- « Réponse à Thierry Maulnier », in Artaban, 29 novembre 1957
- « Vlaminck est mort heureux mais désespéré du monde », in Arts, 5 octobre 1958
- « J'ai écrit La Tête des autres parce que je ne crois pas en la justice », in Arts, 25 mars 1959
- « L'Homme de ma vie », in Arts, 14 octobre 1959
- « Un écrivain de très grand talent : Pierre Véry », in Carrefour, 19 octobre 1960
- « Jean Anouilh le mystérieux », in Livres de France, octobre 1960
- « Roger Nimier [1] », in Livres de France, février 1962
- « Roger Nimier [2] », in Bulletin de la N.R.F., novembre 1962
- « De quoi parle Malraux ? », in Arts, 26 novembre 1963